# 12 cm kanon m/94
12 cm kanon m/94 är en numera föråldrad Boforstillverkad artilleripjäs. Pjäserna har suttit på svenska torpedkryssare mellan 1898 och 1935. Därefter tillfördes Kustartilleriet denna pjästyp. Från 1939 stod fem pjäser vid batteri Mojner söder om Slite på Gotland.
Pjästypen användes även på monitorerna Tirfing och Thordön samt pansarskeppen Svea, Oden, Thor och Niord.